# David Villabona
David Villabona Echalecu (Irun, 5 de dezembro de 1969) é um ex-futebolista profissional espanhol que atuava como defensor, foi campeão olímpico.